# Курпячево
Курпя́чево (рос. Курпячево) — село у складі Александровського району Оренбурзької області, Росія.

## Населення
Населення — 121 особа (2010; 148 у 2002).
Національний склад (станом на 2002 рік):
- башкири — 96 %